# Haloragis gossei
Haloragis gossei es una especie de planta floral perteneciente al género Haloragis, de la familia Haloragaceae, orden Saxifragales. Crece en el bioma desértico o de matorrales secos.
Fue descrita por el médico y botánico alemán Ferdinand von Mueller. La especie es válida y aceptada y aparece registrada en una sección de la publicación Fragm. 8: 161 de 1874.

## Distribución
Se distribuye por Australia Occidental, Territorio del Norte, Australia Meridional, Nueva Gales del Sur y Queensland.